# التنظيم الذاتي الحرج

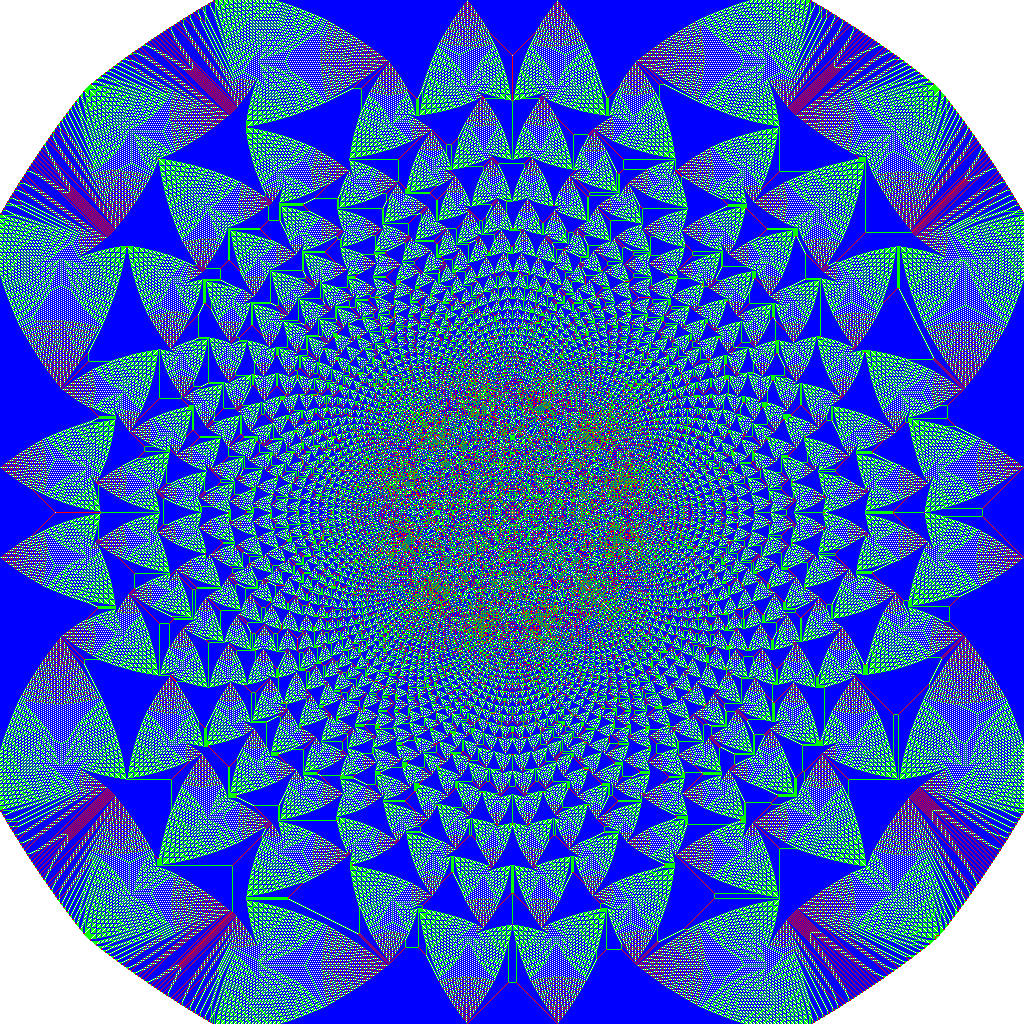
صورة ثنائي الأبعاد لقطر الرمل النموذج الأصلي للتنظيم الذاتي الحرج

التنظيم الذاتي الحرج: هو خاصية للأنظمة الديناميكية التي لها نقطة حرجة كجاذب
ويعرض سلوكهم المجهري خاصية ثبات النطاق المكاني أو الزماني للنقطة الحرجة اتناء انتقال الطور ولكن دون الحاجة إلى ضبط معلمات التحكم إلى قيمة دقيقة لأن النظام بشكل فعال وقادر على ان يضبط نفسه عندما يتطور نحو الحرجية.
تم طرح هذا المفهوم بواسطة بير باك وتشاو تانغ وكورت فيزنفيلد ببحث نُشر عام 1987 في خطابات المراجعة الفيزائيه وتعتبر إحدى الآليات التي ينشأ من خلالها التعقيد الطبيعة
وقد تم تطبيق مفاهيمها عبر مجالات متنوعة مثل الجيوفيزياء وعلم الكونيات الفيزيائية، علم الأحياء التطوري والبيئة والحوسبة المستوحاة من الأحياء والتحسين (الرياضيات) والاقتصاد الجاذبية الكمية وعلم الاجتماع والفيزياء الشمسية وفيزياء البلازما وعلم الأعصاب وغيرها.
عادة ما يتم ملاحظة التنظيم الذاتي الحرج في أنظمة غير متوازنة مدفوعة ببطء مع درجات عديدة من الحرية وديناميات غير خطية بقوة
ولكن حتى الآن لا توجد مجموعة معروفة من الخصائص العامة لهذه الظاهرة

## ملخص
خلال النصف الأخير من القرن العشرين تعد أهمية التنظيم الذاتي من الاكتشافات المهمة بالفيزياء الإحصائية والمجالات ذات الصلة بشكل خاص التي تتعلق بدراسة التعقيد في الطبيعة
على سبيل المثال فقد أوضحت دراسة تنظيم اليه عمل الخلايا أن التعقيد يمكن أن يتولد كميزة ناشئة لـ أنظمة موسعة ذات تفاعلات محلية بسيطة
وقد أعمال لبينوا ماندلبروت على الاشكلب الهندسيه فركتلات أن الكثير من التعقيد في الطبيعة يمكن وصفه من خلال قوانين رياضية معينة منتشرة في كل مكان
بينما أظهرت الدراسة المكثفة لتغير الاطور التي أجريت في الستينيات والسبعينيات من القرن الماضي مدى ثبات المقياس. ظهرت ظواهر مثل الفركتلات وقوانين القوة في النقطة الحرجة بين المراحل.
تم تقديم مصطلح الحرجية ذاتية التنظيم لأول مرة ببحث باك وتانغ وويزنفيلد لعام 1987 والتي أكدت أن التعقيد الملحوظ ظهر بطريقة قوية لا تعتمد على تفاصيل مضبوطة بدقة للنظام ويمكن تغيير المتغيريات بالنموذج على نطاق واسع دون التأثير التنظيم الذاتي حرجية.
وكانت النتيجة الرئيسية لبحث هي اكتشافها لآلية يمكن من خلالها أن يكون ظهور التعقيد من التفاعلات المحلية البسيطة تلقائيًا — والتي يتم ضبط عوامل التحكم على القيم الحرجة الدقيقة.
وقد أثار نشر هذا البحث اهتمامًا كبيرًا من المنظرين والتجريبيين على حد سواء، حيث أنتج بعضًا من أكثر الأوراق التي تم الاستشهاد بها في الأدبيات العلمية.
تشمل التجارب الأخرى تلك التي أجريت على أنماط المجال المغناطيسي، وتأثير باركهاوزن والدوامات في الموصلات الفائقة
تضمن العمل النظري المبكر تطوير لمجموعة متنوعة من ديناميكيات توليد التنظيم الذاتي الحرج وفحص الشروط اللازمة لـ التنظيم الذاتي الحرج يظهر.
كانت إحدى القضايا المهمة للتحقيق الأخير: هي ما إذا كان الحفاظ على الطاقة مطلوبًا في التبادلات الديناميكية المحلية للنماذج: وكانت الإجابة بشكل عام هي لا
كما تفعل بعض ديناميكيات التبادل (مثل تلك الخاصة باتفاقية الأسلحة البيولوجية) تتطلب الحفظ المحلي على الأقل في المتوسط. على المدى الطويل تشمل القضايا النظرية الرئيسية التي لم يتم حلها بعد حساب فئات الشمولية المحتملة لسلوك التنظيم الذاتي الحرج ومسألة ما إذا كان من الممكن اشتقاق قاعدة عامة لتحديد ما إذا كانت الخوارزمية التعسفية تعرض التنظيم الذاتي الحرج.
وتركزت العديد من التحقيقات الأخرى حول النظم الطبيعية أو الاجتماعية واسعة النطاق المعروفة لعرض سلوك غير متغير
وقد أصبحت عمليه التنظيم الذاتي الحرج راسخة كمرشح قوي لشرح عدد من الظواهر الطبيعية مثل: دوره التوهجات الشمسية والزلازل
أيضا التقلبات في النظم الاقتصادية مثل الأسواق المالية وتشكيل المناظر الطبيعية وحرائق الغابات؛ انهيارات أرضية والأوبئة

## النقد
وعلى الرغم من الاهتمام الكبير ومخرجات البحث الناتجة عن فرضية التنظيم الذاتي الحرج لا يوجد اتفاق عام فيما يتعلق بآلياتها في شكل رياضي مجرد.
على سبيل المثال: فشل العلماء في إيجاد توزيع قانون القوة المميز للانهيارات الجليدية في أكوام الرمال الحقيقية.
وقد لوحظ أيضًا أن عمليات المحاكاة التي توضح كيف يمكن لـفرضية التنظيم الذاتي الحرج أن تعمل كآلية لأحداث الانقراض البيولوجي كانت ``مثالية للغاية''